# Ridwan Tawainella
Ridwan Tawainella  (sinh ngày 15 tháng 5 năm 1995) là một cầu thủ bóng đá người Indonesia hiện tại thi đấu cho Arema FC ở Liga 1 ở vị trí tiền vệ. Ridwan sinh ra ở Tulehu, ngôi làng còn được biết với tên ngôi làng sản sinh ra nhiều cầu thủ đội tuyển bóng đá quốc gia.

## Sự nghiệp

### PSM Makassar
Tháng 11 năm 2015, Ridwan cùng với các cầu thủ khác từ Maluku, Risman, ký hợp đồng ở vị trí cầu thủ của PSM Makassar.
Ridwan lấy sự chú ý của công cộng khi thi đấu cho PSM Makassar năm Sudirman Cup 2015. Lần đầu tiên của Ridwan gia nhập một câu lạc bộ của Indonesia Super League như PSM Makassar và thi đấu ở cấp độ quốc gia.